# Izy (transport)
Pour les articles homonymes, voir Izy.
Izy était le nom d'une marque commerciale du consortium franco-belge Thalys, qui désigne un service de trains à grande vitesse (TGV) à bas coûts entre la France et la Belgique, existant du 3 avril 2016 au 10 juillet 2022. Les trains relient les gares de Paris-Nord et de Bruxelles-Midi.

## Historique
Annoncé le 1er mars 2016, pour un lancement effectué le 3 avril (date de l'inauguration par Agnès Ogier, PDG de Thalys), le service Izy cherche à attirer les voyageurs pour qui le prix est le premier critère dans le choix du mode de transport pour un trajet. Alors que la fréquentation du Thalys est en baisse sur cette ligne, Izy vient en réaction à la concurrence émanant de BlaBlaCar ou Ouibus (désormais BlaBlaCar Bus), et représentant entre 5 et 8 % du trafic.
Le 17 mai 2022, Izy annonce la fin de son service pour le 10 juillet 2022, date à laquelle circulent les derniers trains. Cependant, une liaison Ouigo Train Classique Paris-Nord – Bruxelles-Midi via Mons, qui permet la réintroduction d'un service ferroviaire à bas coûts entre les deux capitales, est lancée le 19 décembre 2024.

## Concept

### Trajet
Empruntant la ligne classique entre Paris-Nord et Arras, les trains Izy payent ainsi à SNCF Réseau des péages plus faibles qu'en empruntant la LGV Nord sur cette même section, au prix d'un allongement du temps de parcours de 55 min en moyenne.

### Confort à bord
En plus des sièges de 1re et 2e classe, Izy commercialise également sur chaque trajet 25 billets permettant de voyager sur un strapontin numéroté, et 10 billets permettant d'effectuer le trajet sans place assise garantie.
Contrairement aux trains Thalys classiques, Izy ne propose pas d'accès Internet aux voyageurs, ni de service bar.

### Politique commerciale
Izy reprend les modèles commerciaux des trains à bas coûts Ouigo, gérés par la SNCF : les billets, vendus uniquement en ligne (sur smartphone ou sur le site web dédié), ne sont ni échangeables ni remboursables ; les SMS d'information et de trafic, facultatifs, sont facturés. Un seul bagage de cabine et un seul bagage à main sont compris dans le billet de chaque voyageur ; le bagage supplémentaire coûte 30 euros, soit environ le prix moyen du billet. Izy ne propose pas de voiture-bar à bord de ses trains, celle-ci étant destinée, sans le bar, aux voyageurs debout.
Les enfants de moins de 12 ans bénéficient également de billets au tarif fixe de 10 euros. La cible première reste d'ailleurs les familles avec enfants.
Au total, les coûts de production pourraient être réduits de 30 % par rapport au fonctionnement d'un Thalys.
Les billets ne sont ni modifiables ni remboursables ; si le voyageur arrive 10 minutes avant l'horaire inscrit sur le billet, il ne peut pas accéder au train et son billet est perdu. Au contraire, si le train a 60 minutes de retard, 25 % du prix du billet est remboursé par un bon d'achat valable sur un prochain voyage Izy ; s'il a 120 minutes de retard ou plus, ce remboursement atteint 50 %.

## Réseau
Les trains Izy relient les gares de Paris-Nord et de Bruxelles-Midi, à raison de deux allers-retours du lundi au jeudi et le samedi, et de trois allers-retours le vendredi et le dimanche. Cette ligne est ouverte à la concurrence européenne depuis 2006. Mais Izy doit aussi faire face à l'engorgement de cette desserte (manque de « sillons », les droits de circulation) ; ses possibilités d’expansion restent limitées.
Les villes de Paris et Bruxelles sont reliées en 2 h 15 min en moyenne, contre 1 h 22 min pour les trains TGV Thalys classiques.

## Matériel roulant
Deux rames prises sur le parc des TGV Réseau (rames tricourant nos 4521 et 4551) de la SNCF, comptant chacune 393 places, sont initialement destinées au service Izy. Elles sont reconnaissables à leur livrée blanche et vert pomme, avec une touche de violet, siglée du nom de la marque.
À partir du 12 juin 2017, Izy n'utilise plus qu'une rame dédiée (la 4551) ; celle-ci peut circuler couplée, si la demande l'exige, avec une rame PBA ou PBKA de Thalys. Toutes ces rames sont classiques, donc non densifiées, contrairement à Ouigo.
Cette rame Réseau est remplacée au service annuel 2019 par un TGV TMST (formé des demi-rames nos 3213 et 3224) ex-Eurostar, comportant 18 remorques. Ce dernier introduit une version révisée de la livrée Izy, sans masque noir sur les faces frontales (motrices) et argenté sur les parois latérales ; la base du toit est désormais peinte en mauve.
Les deux rames TGV Réseau ont depuis été réaffectées à leurs services antérieurs (avec la marque TGV inOui), tout en retrouvant la livrée Carmillon.
En 2021, à la suite de la suspension temporaire de la desserte Izy causée par la pandémie de Covid-19 (et ses conséquences économiques), le TGV TMST précité n'est plus utilisé ; il fut par la suite radié. Ainsi, le service Izy est effectué par les rames standards du parc Thalys (TGV PBA ou PBKA), jusqu'à sa suppression définitive le 10 juillet 2022.

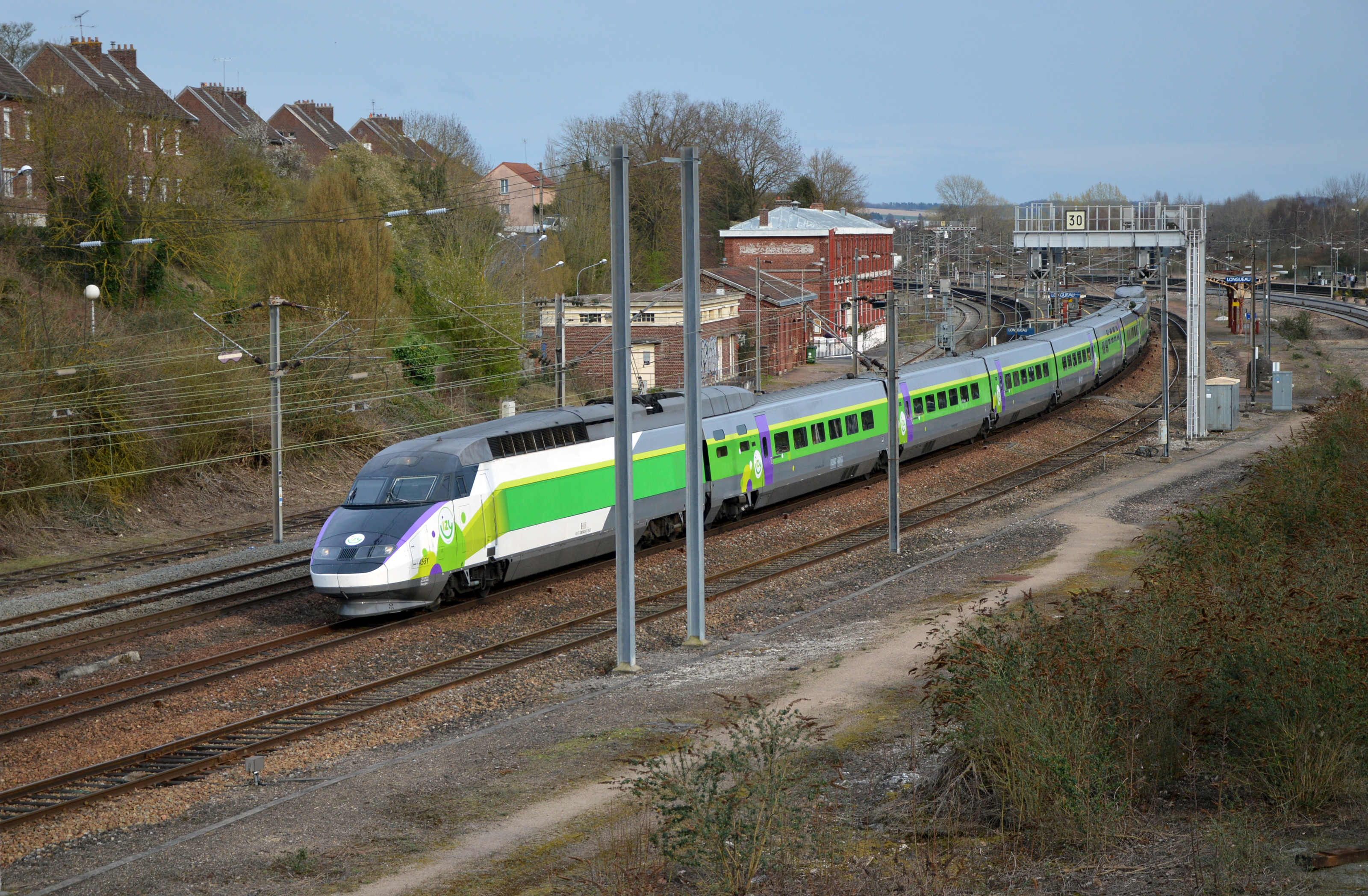
Rame TGV Réseau 4551, traversant la gare de Longueau, en avril 2016.
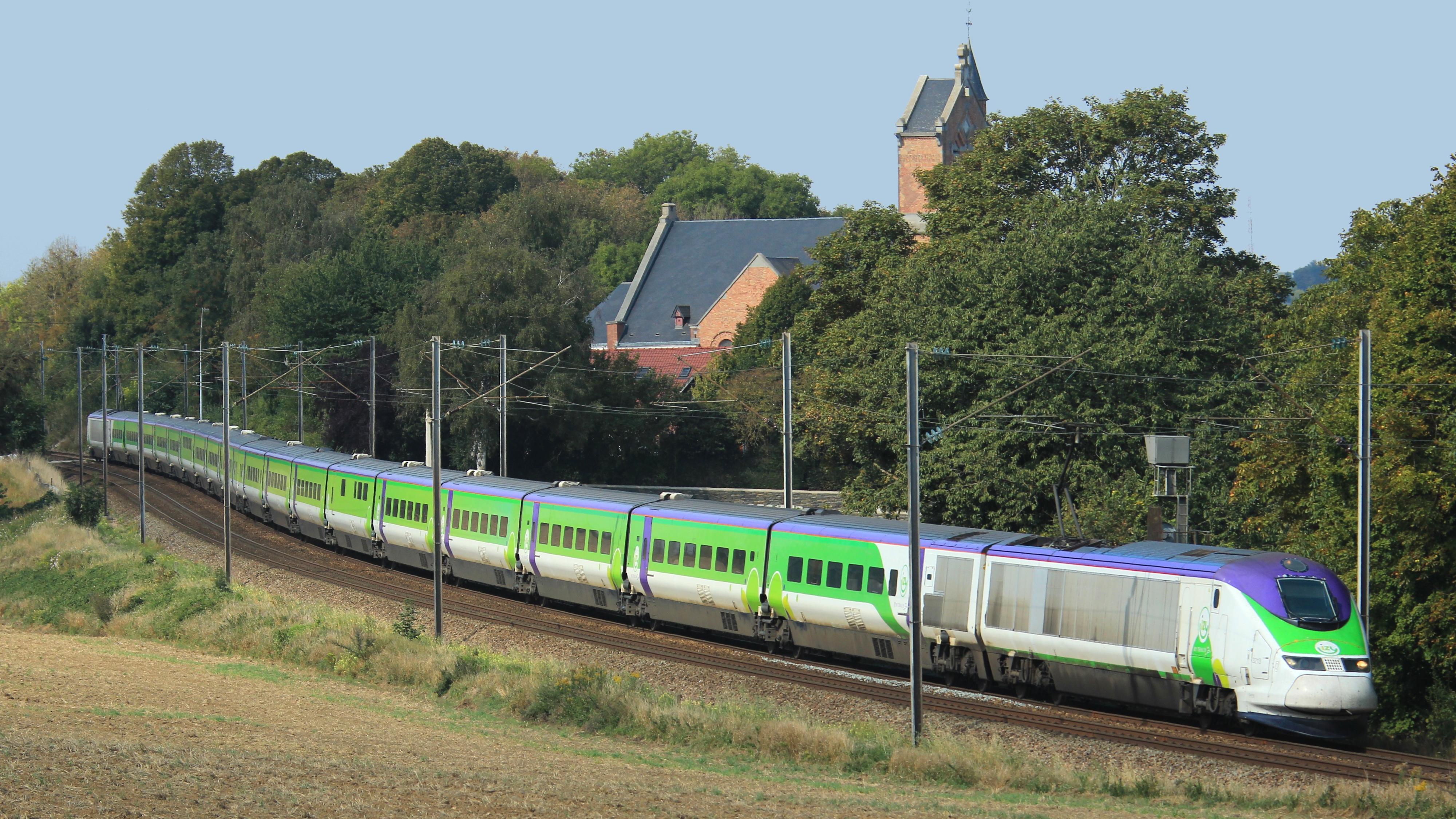
Rame TGV TMST 3213/3224, passant à Feuchy, en septembre 2020.

### Source
- Pauline Damour, « Thalys prend la voie du low cost », Challenges, no 473,‎ 14 avril 2016, p. 50 (ISSN 0751-4417).